# Kristian Sbaragli
Kristian Sbaragli (født 8. maj 1990 i Empoli) er en cykelrytter fra Italien, der er på kontrakt hos Team Solution Tech-Vini Fantini.